# Claude Le Roy
Pour les articles homonymes, voir Le Roy.
Claude Le Roy est un footballeur puis entraîneur français, né le 6 février 1948 à Bois-Normand-près-Lyre dans le département de l'Eure.

## Biographie
Originaire de Bourbriac, il est fils d'enseignants d'origine bretonne. Il est joueur amateur puis professionnel de 1968 à 1980, et entraîneur à partir de 1980.

### Joueur

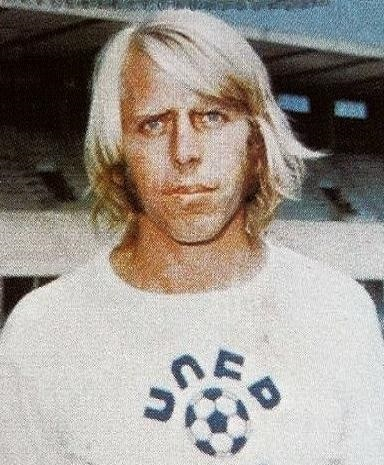
Claude Le Roy en 1975.

Dès 1967, les clubs professionnels s'intéressent à lui puisqu'il a déjà fait un essai à Lille. Il a 18 ans, est ailier droit, et buteur de l'Evreux AC. Il ne passe professionnel qu'à l'âge de vingt ans car ses parents voulaient qu'il passe son bac d'abord. Mesurant 1,77 m et pesant 72 kg, Claude Le Roy jouait au poste de milieu polyvalent. Il ne s'est jamais vraiment imposé comme titulaire au début de sa carrière, perdant facilement son sang-froid. Il a ensuite accompli un honorable parcours, jouant également au poste d'ailier avant de se reconvertir comme défenseur lors de sa dernière saison au Stade lavallois de Michel Le Milinaire, avec qui il avait toujours souhaité travailler. Instruit, il aimait le dialogue tout en demeurant campé sur ses positions. Sur le terrain, c'était un gagneur; son jeu était à l'image de sa personnalité, sûr de lui et sans complexe. Il choisit par la suite le métier d'entraîneur, qui l'amena à de riches rencontres planétaires.

### Débuts en tant qu'entraîneur
En 1979 il obtient le BEES 2e degré spécifique football, nécessaire pour valider le diplôme d'entraîneur de football (DEF). En 1980, il est reclassé amateur et commence sa carrière en tant qu'entraîneur-joueur au Amiens Sporting Club. À partir de 1981, il range définitivement les crampons pour se consacrer à l'entraînement jusqu'en 1983 mais ne réussit pas à faire monter le club en D2. Il signe ensuite au FC Grenoble qui a pour objectif la montée en D1 mais sa première saison fut un échec puisqu'il ne finit qu'à la 7e place. La seconde saison n'est guère mieux car il est dans le ventre mou du classement et donc ses dirigeants décident de le licencier.

### «Le sorcier blanc»
En mai 1985, Claude Le Roy est nommé sélectionneur de l'équipe du Cameroun, championne d'Afrique en titre. Il commence son aventure camerounaise par une victoire en Coupe afro-asiatique des nations contre l'Arabie saoudite, vainqueur de la Coupe d'Asie des nations 1984 (4-1, 0-1). Le Roy perd ensuite sa première finale de Coupe d'Afrique des nations en 1986 contre l'Égypte aux tirs au but. Après deux victoires en Coupe de l'UDEAC en 1986 et en 1987, les Lions indomptables remportent la Coupe d'Afrique des nations 1988 au Maroc contre le Nigeria (1-0) grâce à un penalty d'Emmanuel Kundé. En raison de désaccords avec Joseph Fofé, ministre de la Jeunesse et des Sports du Cameroun, Claude Le Roy refuse les propositions de prolongation de la part du président de la république Paul Biya à l'été 1988.
Il rejoint ensuite l'équipe du Sénégal en tant que sélectionneur. Pour sa première compétition avec les Lions de la Teranga, il ne fait pas mauvaise figure car il atteint les demi-finales de la Coupe d'Afrique des nations 1990 en Algérie qu'il perd contre l'Algérie (1-2). Deux ans plus tard, le Sénégal organise la CAN 1992. Au premier tour, la sélection nationale termine deuxième de son groupe, mais s'incline en quarts de finale par le Cameroun (0-1).

### Expériences asiatiques et françaises
Il entraîne ensuite brièvement un club émirati, Al Shabab Dubaï lors de la saison 1992-1993, avant un passage à la tête de la modeste équipe de Malaisie de février 1994 à février 1996. 
Début 1996, il rejoint la chaîne de télévision Canal+ pour commenter la Coupe d'Afrique des nations en Afrique du Sud avec Grégoire Margotton et Philippe Doucet puis devient le consultant principal de la chaîne cryptée,. En parallèle, il travaille comme recruteur pour l'AC Milan.
Fin juin 1997, Claude Le Roy quitte Canal+ et le Milan AC pour rejoindre le Paris Saint-Germain en tant que directeur sportif. À la fin de la saison, quand Michel Denisot est remplacé par Charles Biétry à la présidence du PSG, Le Roy quitte le club parisien. 
Le 31 mars 1998, le technicien français est nommé à la tête du Cameroun pour la Coupe du monde en France,. Lors du Mondial, les Lions indomptables sont éliminés au premier tour après deux matchs nuls contre le Chili (1-1) et l'Autriche (1-1) et une défaite contre l'Italie (0-3). 
Nommé manager général du RC Strasbourg par le président Patrick Proisy en mai 1998, Claude Le Roy choisit Pierre Mankowski comme entraîneur. Il est également rappelé par Canal+ pour commenter certains matchs de Coupe de l'UEFA. En novembre 1999, devant les mauvais résultats enregistrés, Le Roy succède à Mankowski comme entraîneur d'une équipe dix-septième du championnat. Pour ce faire, le club alsacien demande à Claude Le Roy d'abandonner ses fonctions de consultant à Canal+,. Il réussit sa mission et le Racing se redresse sous sa direction, atteignant finalement une neuvième place honorable. Le Roy reste en poste mais est remercié en novembre 2000,.
En novembre 2001, il effectue un passage de quelques semaines au Nîmes Olympique en tant que manager. Par la suite, Claude Le Roy rebondit en Chine pour entraîner Shanghaï Cosco avec Hervé Renard. Il démissionne en avril 2003.
En 2003, il fait son retour en tant que consultant sur Canal+ pour commenter le grand match de Ligue 1 du dimanche soir.
En mars 2004, Le Roy devient conseiller sportif de Cambridge UFC qui évolue en D4 anglaise toujours accompagné d'Hervé Renard.

### Sélectionneur (deuxième période)
En 2004, Claude Le Roy effectue son grand retour en Afrique. Il devient sélectionneur de la République démocratique du Congo. Lors de la CAN 2006, dans un groupe relevé avec l'Angola et le Togo qui sont toutes les deux qualifiées pour la Coupe du monde 2006 et le grand Cameroun, la RDC termine seconde du groupe derrière le Cameroun, mais elle s'incline contre l'Égypte pays organisateur et futur vainqueur de la compétition sur le score de 4 buts à 1.

Après une bonne coupe d'Afrique avec le Congo, Claude Le Roy prend les commandes du Ghana qui vient d'atteindre les huitièmes de finale de la coupe du monde. Le Ghana est désigné pays-hôte de la CAN 2008 où il espère faire un bon parcours. Lors du premier tour, le Ghana bat respectivement la Guinée en match d'ouverture (2-1), puis la Namibie (1-0) et le Maroc (2-0), en quart, il s'impose contre le Nigeria (2-1). En demi, malgré le fait que les Black stars ont dominé tout le match, ils perdirent le match contre le Cameroun (0-1) mais se consolent avec la troisième place en battant la Côte d'Ivoire 4 buts à 2. Le Ghana dans son ensemble a réalisé une bonne CAN. Arrivant en fin de contrat en juin 2008, Claude Le Roy quitte les Black Stars après avoir refusé une prolongation de contrat de la Fédération ghanéenne de football,.

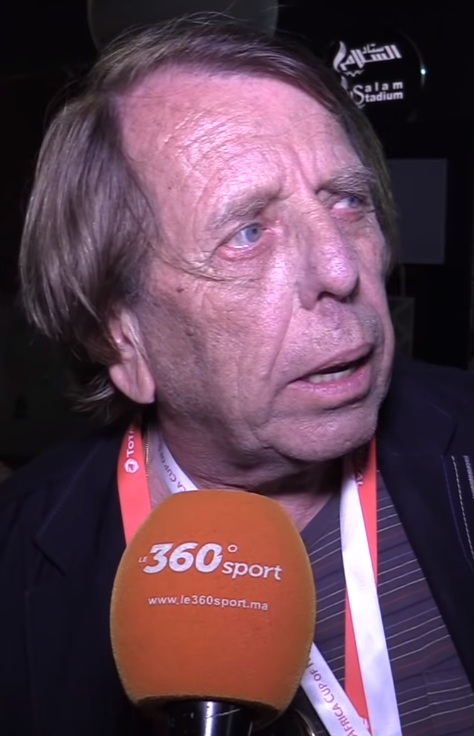
Claude Le Roy au Caire en 2019.

En juillet 2008, Claude Le Roy devient le sélectionneur de l'Oman. Avec cette sélection, il gagne la Coupe du Golfe 2009 à la surprise générale : Oman bat en finale de l'Arabie saoudite aux tirs au but 6-5. C'est la première fois de son histoire qu'Oman gagne cette coupe du Golfe.
En mars 2011, après la Coupe d'Asie, Claude Le Roy s'engage avec la Syrie. Une aventure qui ne dure que deux mois en raison de l'état de guerre que connait le pays.
De septembre 2011 à 2013, Claude Le Roy est sélectionneur de la République démocratique du Congo pour la deuxième fois de sa carrière.
En mai 2013 il est le sélectionneur de l'équipe de Bretagne qui bat le Mali en match amical.
En décembre 2013, il devient sélectionneur de l'équipe du Congo. Il démissionne en novembre 2015. En avril 2016, il remplace Tom Saintfiet au poste de sélectionneur du Togo en raison des mauvais résultats enregistrés par l'équipe.
Il démissionne en avril 2021 après l'échec de la qualification des Éperviers pour la CAN.
En mars 2021 il est élu membre du comité directeur de l'UNECATEF.

### Consultant TV
Claude Le Roy a été un des consultants éminents de Canal+ dans les années 1990 et au début des années 2000, pendant les périodes où il était sans club. En 2008, il commente la finale de la Coupe d'Afrique des nations en compagnie de Denis Balbir sur France 2. Il commente les matchs de la Coupe d'Afrique des nations 2010 et 2012 pour Orange sport où il retrouve Denis Balbir. Pour la Coupe du monde 2010, il rejoint L'Équipe TV.
Depuis septembre 1982 il est membre du Variétés Club de France, avec lequel il totalise six buts.

## Carrière

### Joueur
- 1966-1968 : Évreux AC (CFA)
- 1968-1970 : FC Rouen (Ligue 1)
- 1970-1973 : AC Ajaccio (Ligue 1)
- 1973-1977 : Olympique avignonnais (Ligue 2, Ligue 1)
- 1977-1980 : Stade lavallois (Ligue 1)
- 1980-1981 : Amiens SC (Division 3)

### Sélectionneur et manager
- 1980-1983 : Amiens SC (entraîneur)
- 1983-1985 : FC Grenoble (entraîneur)
- 1985 : Al Shabab Dubaï (entraîneur)
- 1985-1988 : Cameroun (sélectionneur)
- 1990-1992 : Sénégal (sélectionneur)
- 1994-février 1996 : Malaisie (sélectionneur)
- 1996 : Milan AC (superviseur)
- 1997-1998 : Paris SG (directeur sportif)
- 1998 : Cameroun (sélectionneur)
- 1998-novembre 1999 : RC Strasbourg (manager général)
- novembre 1999 - novembre 2000 : RC Strasbourg, (manager général et entraîneur)
- 2001-2003 : Shanghai Cosco (entraîneur)
- 2004 : Cambridge United (conseiller)
- 2004-2006 : RD Congo (sélectionneur)
- 2006-2008 : Ghana (sélectionneur)
- 2008-2011 : Oman (sélectionneur)
- 2011-2011 : Syrie (sélectionneur)
- 2011-2013 : RD Congo (sélectionneur)
- décembre 2013 - novembre 2015 : Congo (sélectionneur)
- avril 2016 - avril 2021 : Togo (sélectionneur)

## Palmarès
- Vainqueur de la Coupe afro-asiatique des nations 1985 avec le Cameroun[33]
- Vainqueur de la Coupe d'Afrique des nations 1988 avec le Cameroun
- Vainqueur de la Coupe Amílcar Cabral en 1991 avec le Sénégal
- Vainqueur de la Coupe du Golfe des nations 2009 avec Oman

## Implication dans l'affaire des transferts du RC Strasbourg
Claude Le Roy est placé en garde à vue le 26 septembre 2006 et mis en examen le 28 pour abus de biens sociaux, faux et usage de faux, par le parquet de Strasbourg dans le cadre d'une enquête sur la gestion du RCS par le groupe IMG-Mac Cormack.
Le cœur de l'affaire concerne une série de transferts de joueurs effectués à l'époque où Le Roy avait la haute main sur la gestion sportive du club strasbourgeois (1998-2000). L'affaire présente de nombreuses similitudes avec celles ayant secoué l'Olympique de Marseille et le Paris Saint-Germain. Dans tous ces cas, les enquêteurs suspectent l'existence d'un système où les indemnités de transferts étaient nettement sur-évaluées afin de financer diverses commissions, primes, ainsi que des compléments de rémunération pour les joueurs, agents et dirigeants. Le Racing a par exemple rémunéré la société Planet's player de l'agent Gilbert Sau à hauteur de 5 millions de francs pour financer le transfert de Pascal Camadini alors que le joueur - qui a touché 2 millions de francs à l'occasion - avait été libéré par son précédent club, FC Sion. Pour sa défense, Claude Le Roy affirme qu'il n'avait pas connaissance des détails administratifs et financiers et que toutes ses décisions ont été avalisées par le président de l'époque, son ancien ami Patrick Proisy.
L'absence de logique sportive de quelques-uns des transferts réalisés à l'époque - certains joueurs n'ont jamais joué un match officiel avec le RCS, d'autres étaient d'un niveau clairement insuffisant - ont fait naître des suspicions d'enrichissement personnel à l'encontre de Le Roy, qui paye l'impôt sur la fortune et dispose de 17 comptes bancaires. Le joueur Pierre Njanka a également révélé que son transfert et celui de Joseph N'Do à Strasbourg avaient été entièrement gérés en juin 1998 par Le Roy - qui était alors le sélectionneur des deux joueurs en équipe du Cameroun - à des conditions nettement inférieures à celles du marché.
Le 13 septembre 2016, le Tribunal correctionnel de Strasbourg condamne Claude Le Roy à 15000 € d'amende pour faux et usage de faux dans le transfert de Per Pedersen. Il est relaxé pour complicité d'exercice illégal de l'activité d'agent de joueurs.

## Carrière politique
En 2001, lors des élections municipales, Claude Le Roy était en cinquième position sur la liste gauche plurielle menée par Élisabeth Guigou à Avignon. Cette liste a rassemblé 31,53% des suffrages au premier tour mais est largement battue au second tour.

## Décorations
- Commandeur de l'Ordre de la Rédemption africaine, (Liberia, 2018)[37].
- Chevalier de l'ordre du mérite Camerounais (2022)

## Ouvrages
- Claude Le Roy, Le Sorcier blond, Arthaud, 400 pages, 5 mai 2021,  (ISBN 2080236849)